# 哈晉
哈晉（1768年—？），字康侯，号桂堂，薩哈爾察氏，满洲正蓝旗人。乾隆己酉科举人，嘉庆壬戌科进士。后来经过选拔成为翰林院庶吉士。
父亲哈福纳是乾隆庚辰科举人，后官至都察院左副都御史。